# Zulianos Rugby Football Club

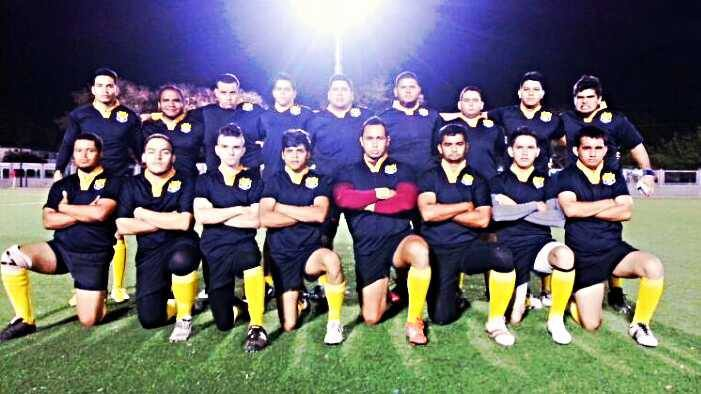

Zulianos Rugby Football Club es un equipo venezolano de rugby. Está afiliado a la Federación Venezolana de Rugby. Tiene su sede en Maracaibo, estado Zulia. Fue fundado por Alejandro "Perikles" Barboza, en 2005.  Juega como local en el Estadio La Rotaria. 

## Palmarés
- 2005: Copa de plata, Torneo Batalla del Lago
- 2006: Copa aniversario Zulianos, 2.º Lugar
- 2006: Copa de plata juvenil Torneo de Rugby Santa Teresa Seven a side "Copa CAF"
- 2006: Subcampeón juvenil, 4.ª valida circuito Nacional de seven Mérida Copa "Rector Lester Rodríguez"
- 2007: Subcampeón, Torneo occidental juvenil, Santa Cruz de Mara
- 2007: 1.er Ten Nacional juvenil, quinto Lugar
- 2008: Copa de oro juvenil Santa Teresa
- 2008: Torneo de 7's Mérida tercer Lugar juvenil
- 2008: Torneo de 7's Barquisimeto tercer Lugar juvenil
- 2008: Campeones Rugby Playa Patanemo
- 2008: tercer Lugar juvenil Rugby Playa Margarita
- 2009: Copa de plata juvenil, 2.ª valida circuito Nacional de seven San Cristóbal
- 2009: Campeones Occidentales juveniles
- 2009: Campeones Nacionales Juveniles
- 2010: Subcampeón juvenil, Torneo Internacional de Rugby Playa Margarita
- 2010: Copa "Elio Zamora" Campeones, 8.ª fecha liga de ascenso
- 2010: Campeones de la Liga de Ascenso de Rugby Venezuela
- 2011: Campeonato de Rugby Venezolano, Fase eliminatoria
- 2012: Campeones. Copa Simón Bolívar en Ríohacha, Colombia
- 2012: Subcampeón, Torneo de Rugby 5 de Playa, Valencia, Carabobo
- 2012: Campeonato de Rugby Venezolano, Fase eliminatoria
- 2012: Subcampeones, 1.er 7's de la Liga Zuliana, Estadio Venoil Cabinas
- 2012: : Copa de bronce adulto Santa Teresa
- 2012: Copa "Wilmer Chirinos" tercer Lugar
- 2013: Copa "CALA" Trujillo, Subcampeones
- 2014: Campeonato de Rugby Venezolano, cuartos de final
- 2014: Ten de la Universidad Simón Bolívar, quinto Lugar
- 2014: Copa "Wilmer Chirinos" 2.º Lugar
- 2015: Campeones occidentales, Liga Zuliana
- 2015: Ten de la Universidad Simón Bolívar, Tercer Lugar
- 2016: Campeones occidentales, Liga Zuliana
- 2016: Semifinalista, Campeonato Nacional de Rugby Venezolano